# Línea de Alta Velocidad Pekín-Tianjin

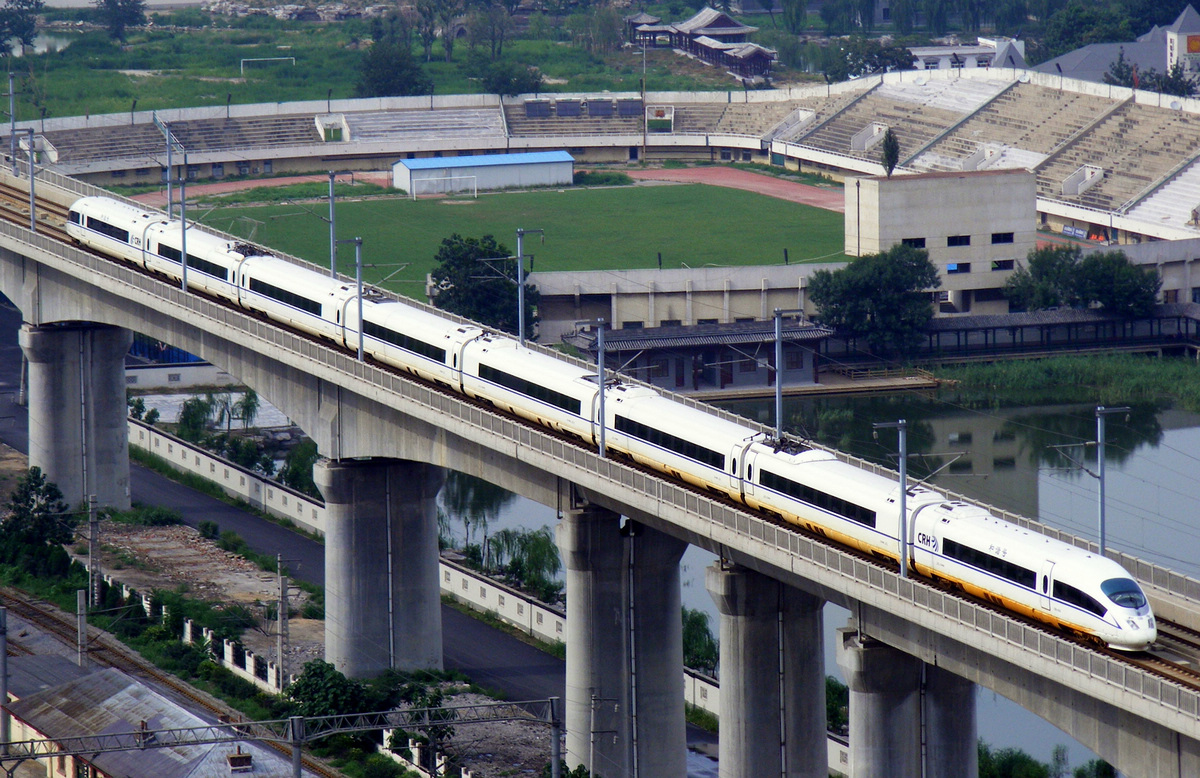
El ferrocarril sobre la estación del Norte de Tianjin.

El ferrocarril intercity Tianjin (en chino:京津城际铁路,pinyin:īng-Jīn chéngjì tiělù) es una vía férrea de trenes de alta velocidad de tipo Intercity, la línea exclusiva para pasajeros entre las ciudades de Pekín y Tianjin en la República Popular China. La línea de 117 km de largo fue construida para dar cabida a trenes que viajan a una velocidad máxima de 350 km/h. Cuando la línea se inauguró el 1 de agosto de 2008, estableció el récord mundial de velocidad máxima con un tren convencional, y el tiempo de viaje se redujo entre las dos ciudades más grandes en el norte de China de 70 a 30 minutos.

## Historia
La construcción de la línea Pekín-Tianjin de alta velocidad comenzó el 4 de julio de 2005. En abril de 2006, Siemens y sus socios del consorcio EEB (Oficina de Electrificación Ingeniería) y CRSC (China National Railway Signal & Communication Corporation) se adjudicó un contrato por el Ministerio chino de Ferrocarriles (MOR) para suministrar e instalar los sistemas de señalización, equipos de comunicación y fuentes de alimentación.
El 11 de mayo de 2007, el primer contenedor de enclavamiento para la línea Pekín-Tianjin salió de la fábrica de Siemens en Brunswick, Alemania. (Este contenedor había sido el contenedor número 1000 de la fábrica).

## Servicio
La línea se abrió el 1 de agosto de 2008, con 47 pares diarios de trenes interurbanos entre Pekín y Tianjin. Desde el 14 de septiembre de 2008, 10 pares de trenes más se añadieron, con intervalos mínimos de 15 minutos a 10 minutos. El 24 de septiembre de 2008, cuatro pares de trenes sumaron la flota. El 28 de septiembre de 2008, dos pares más de trenes se añadieron al servicio. Las frecuencias hacen frente a la creciente demanda.
Estos trenes interurbanos son designados por el prefijo "C" (城,ciudad) seguido de cuatro dígitos, de C2001 a C2298. De éstos, C2001-C2198 no son trenes directos desde Pekín a Tianjin. Los números impares para los trenes que salen desde Pekín y números pares para los que dirigen a Pekín.
Además del servicio interurbano, 13 pares de trenes fueron desviados a esta línea de la preexistente Pekín-Shanghái, incluyendo los trenes de Pekín a Jinan , Qingdao y Shanghái. Con la apertura de la estación de Tianjin West el 01/12/2013 estos trenes salieron de esta línea.
Tras el cambio en la política de velocidades y precios, el 16/08/2011 la velocidad máxima se redujo a 300 km/h y el tiempo de viaje pasó de 30 a 33 minutos, a 213 km/h de media. Las tarifas bajaron un 5%.

## Pasajeros
La línea se abrió el 1 de agosto de 2008, justo antes de la apertura de los Juegos Olímpicos de Beijing 2008, que tenía algunos partidos de fútbol en Tianjin. La introducción del servicio de trenes de alta velocidad ha impulsado significativamente los viajes en tren entre las dos ciudades. En 2007 el servicio de tren convencional entre Pekín-Tianjin registró 8,3 millones. En el primer año de servicio ferroviario de alta velocidad, entre agosto de 2008 y julio de 2009, el volumen total de pasajeros por ferrocarril entre Pekín-Tianjin alcanzó los 18,7 millones. Mientras tanto, durante el mismo período, el número de pasajeros en los autobuses interurbanos cayó un 36,8%. En septiembre de 2010 hubo un promedio de 69.000 pasajeros al día o 25,2 millones l año. La línea tiene una capacidad de 100 millones de viajes anualmente.